# Lepidosaphes pinea
Lepidosaphes pinea är en insektsart som först beskrevs av Borchsenius 1964.  Lepidosaphes pinea ingår i släktet Lepidosaphes och familjen pansarsköldlöss. Inga underarter finns listade i Catalogue of Life.